# Enicospilus halffteri
Enicospilus halffteri là một loài tò vò trong họ Ichneumonidae.